# 左撇子名人列表

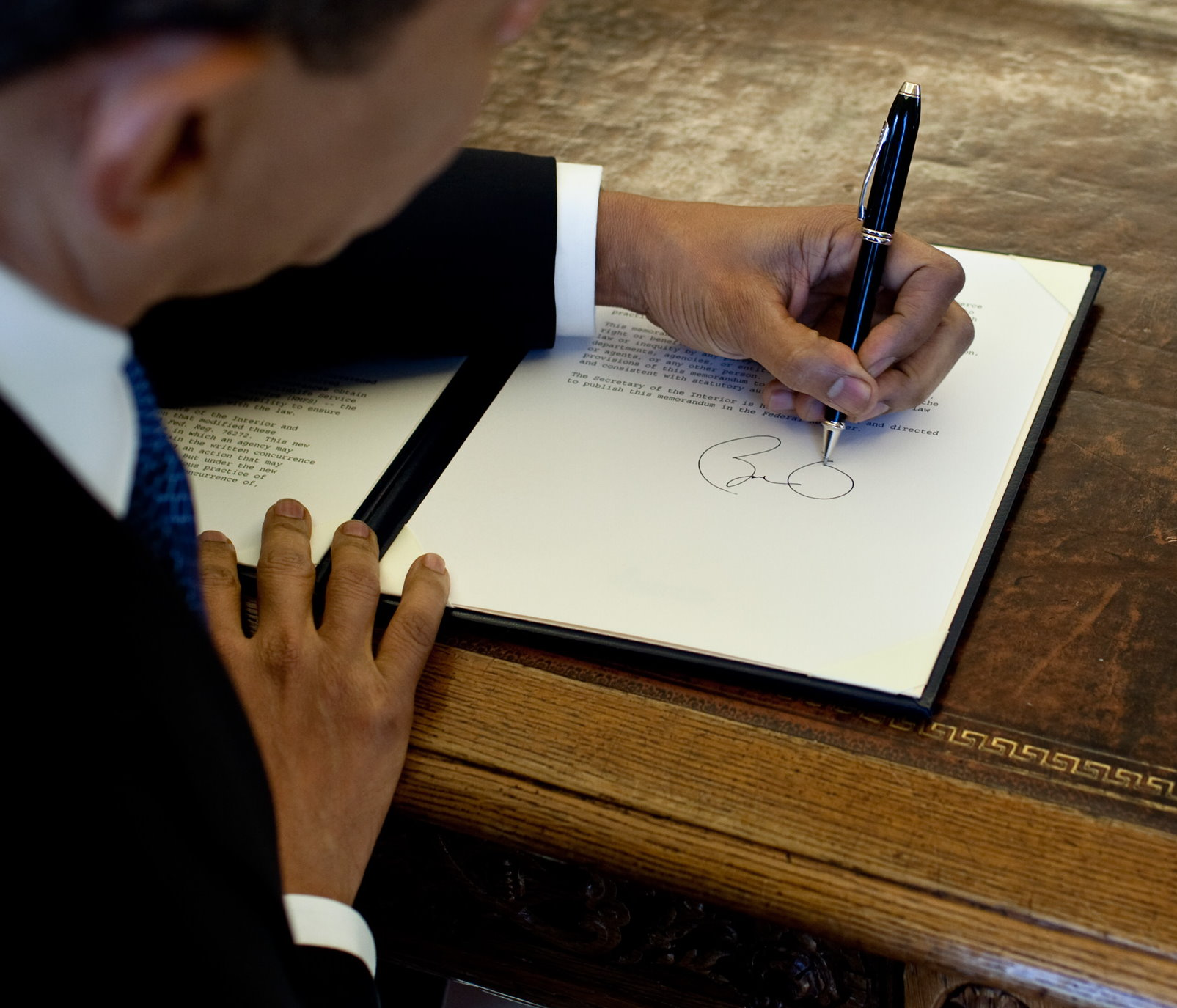
第44任美国总统贝拉克·奥巴马和前美国首富比尔·盖茨一样，擅长以左手书写

此列表列舉了歷史上與現今著名的左撇子人士。

## 科學家
- 杨振宁，中国知名科学家[4]
- 孙家栋[5]，中国探月工程嫦娥工程总设计师、北斗卫星导航工程总设计师，获得两弹一星功勋奖章
- 斯蒂芬·沃尔夫勒姆，物理学家、数学家、软件工程师，数学软件 Mathematica 的发明者之一

## 軍政人物
- 康茂德，公元二世紀末的羅馬帝國皇帝[6]
- 魏忠贤，明朝末年宦官
- 拿破崙，法蘭西第一帝國皇帝
- 聖女貞德，法國女民族英雄
- 路易十六，法國國王
- 甘地，印度國父
- 安杰伊·杜达，波蘭總統（2015-)
- 東尼·艾伯特，前澳洲總理
- 費利佩·卡德隆，前墨西哥總統
- 蘿拉·欽奇利亞，前哥斯達黎加總統
- 塞巴斯蒂安·皮涅拉，智利總統
- 查韋斯，前委內瑞拉總統
- 菲德尔·卡斯特罗，前古巴共产党第一书记
- 胡安·曼努埃爾·桑托斯，哥倫比亞總統
- 乌胡鲁·肯雅塔，肯雅總統
- 德克勒克，前南非總統
- 伯蒂·埃亨，前愛爾蘭總理
- 布賴恩·考恩，前愛爾蘭總理
- 馬哈茂德·阿巴斯，巴勒斯坦國總統
- 艾胡德·歐麥特，前以色列總理
- 內塔尼亞胡，以色列總理
- 威廉王子，英王查爾斯三世長子
- 卡拉漢，前英國首相
- 大衛·卡梅倫，前英國首相[7]
- 李顯龍，新加坡国务资政
- 金溥聰，前中華民國國家安全會議秘書長

### 美國
- 詹姆斯·艾布拉姆·加菲尔德，第26任美國總統
- 赫伯特·胡佛，第31任美國總統
- 杜魯門，第33任美國總統
- 福特，第38任美國總統
- 喬治·布殊（老布殊），第41任美國總統
- 克林頓，第42任美國總統
- 奧巴馬，第44任美國總統[8][7][9]
- 艾爾·高爾，前美國副總統
- 約翰·麥凱恩，美國資深參議員，二戰英雄
- 乔治·巴顿將軍，美國著名將領
- 迈克尔·鲁本斯·布隆伯格，前紐約市長，美國億萬富豪
- 克林·鮑威爾，前美國國務卿
- 格林斯潘，前美聯邦儲備局主席

## 企業界/商界
- 约翰·戴维森·洛克菲勒[10]，美國歷史上的第一位億萬富豪與全球首富
- 大卫·洛克菲勒，美国银行家，洛克菲勒家族第三代金融界掌门人
- 亨利·福特，福特汽車創辦人
- 史提夫·喬布斯，美国发明家、企业家、营销家，苹果公司联合创始人之一，曾任苹果董事长、行政总裁职位
- 比爾·蓋茨，微軟創始人，連續13年被《福布斯》雜誌蟬聯評為“世界首富”[11]
- 路易斯·郭士纳（英语：Louis V. Gerstner, Jr.），IBM1993-2002年总裁[12]
- 奧花·雲費，美國电视脱口秀節目主持人、企業家，她总共9次入选时代百大人物，为入选次数最多者[13]
- 宫本茂，日本遊戲商任天堂的代表董事研究員[12]

## 藝術家及作家
- 貝多芬，德國作曲家，鋼琴家，有「樂聖」之稱
- 達文西，文艺复兴三杰之一，意大利畫家，科學家，工程師，博學者，解剖學者，數學家，發明家；雖然他被世人認為是左撇子，但是後天被教育使用右手，結果也一樣能靈活運用（雙撇子）。證實達文西是可以左右開弓，輪流用兩手寫字、畫圖，另外與達文西並稱文藝復興「畫壇三傑」的米開朗基羅和拉斐爾也都是雙撇子
- 莫扎特，奥地利音乐家
- 占士·金馬倫[14]，著名加拿大導演，多部著名電影的導演，史上兩部最高票房電影（鐵達尼號和阿凡達）皆由他執導（不考慮通漲）
- 吉米·亨德里克斯，美國吉他手，滾石雜誌一百大吉他手第一位
- 倪匡，著名香港科幻小說家，《衛斯理》作者[15]
- 路易斯·卡羅，英國作家、數學家，《愛麗絲夢遊仙境》作者
- 安徒生，丹麥作家，詩人[16]
- 顧爾德，加拿大鋼琴家[17]

- 赵本山，中國喜剧小品表演艺术家[18][14]
- 李雨軒，世界知名百大觸手之一
- Kiko Loureiro，巴西大師級金屬樂吉他手
- 李康敏，英籍華裔知名金屬樂吉他手

## 演藝界人士

### 北美
- 珍妮佛·勞倫斯，美國演員，曾獲奧斯卡。[19]
- 賈斯汀·比伯，加拿大歌手[19]
- Eminem，美國饒舌歌手[19]
- 布魯斯·威利[20]，美國演員
- 西尔维斯特·史泰龙，美国动作片演员[21]
- 汤姆·克鲁斯，美国动作片演员[22]
- 女神卡卡，美國歌手[23][24]
- 奇洛·李維斯[25]，荷里活知名影星

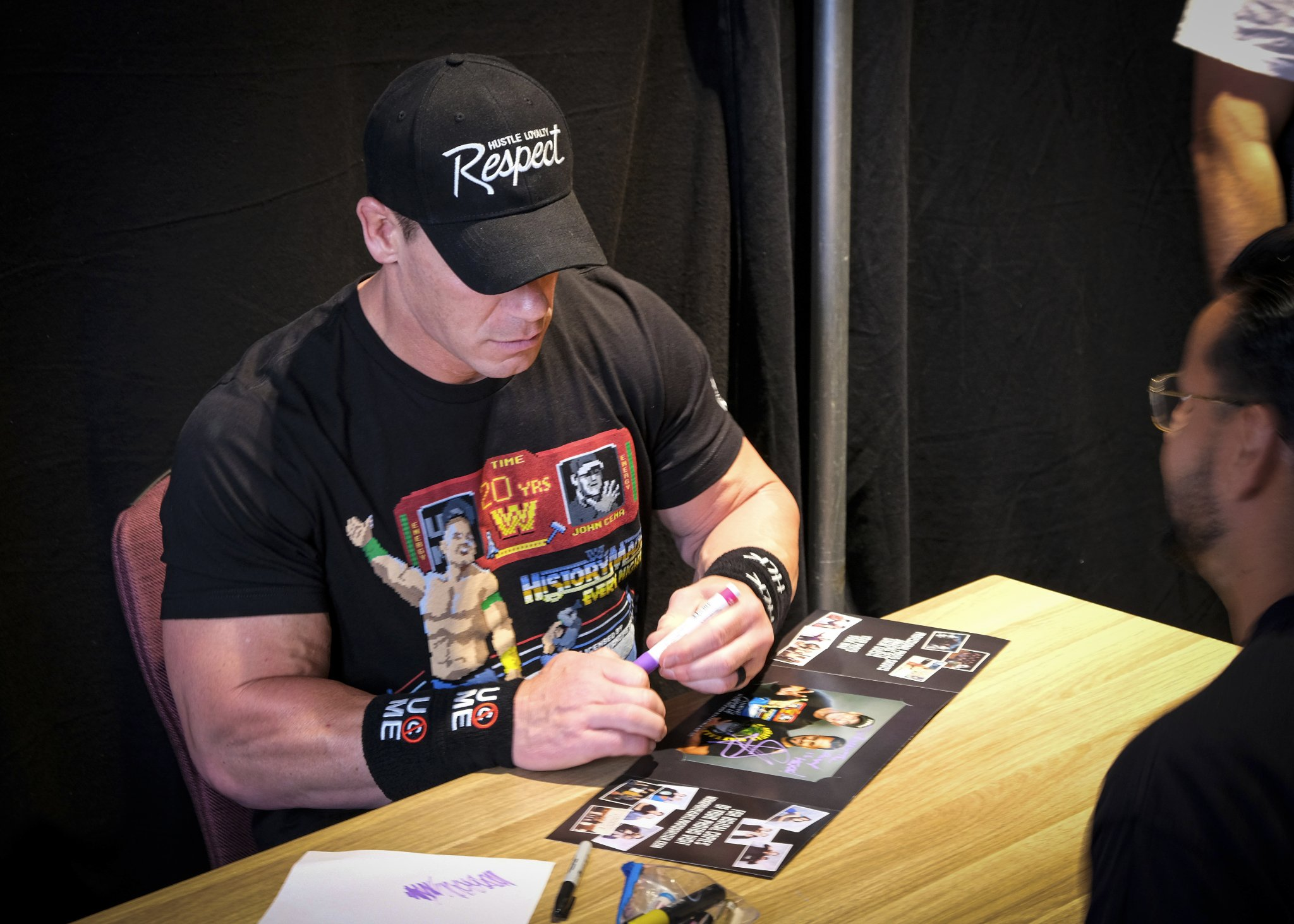
約翰·希南在親筆簽名

- 保羅·麥卡尼[26][27]，英國歌手，前披頭士搖滾樂團成員
- 奈爾·霍蘭 ，英國團體One Direction成員[28]
- 安吉丽娜·朱莉，美國電影演員[18][29]
- 茱莉安·摩爾，美國演員，柏林影展、坎城影展、威尼斯影展得主[30]
- 約翰·希南，演員、職業摔角選手與饒舌歌手[31]

### 日本、南韓
- 小栗旬，日本男演員[32]
- 山下智久，日本男演員[33]
- 滿島真之介，日本男演員[34]
- 森川智之，日本著名男聲優（配音員）[35]
- 前田敦子，日本女演員[36]
- 黑川智花，日本女演員[37]
- 吉高由里子，日本女演員[38]
- 金秀賢，韓國男演員[來源請求]
- Rosé，韓國團體BLACKPINK成員之一[來源請求]
- 金泰亨，韓國團體BTS成員之一[來源請求]

### 台灣
- 王力宏，台灣男歌手[14][18]
- 蘇慧倫，台灣女歌手，演員[39]
- 王若琳，台灣創作女歌手[18]
- 周興哲，台灣男歌手[來源請求]
- 畢書盡，台灣男歌手[40]
- 萬芳，台灣女歌手[41]
- 陳德烈，台灣男演員[42]
- 賴雅妍，台灣女演員，歌手[43]
- 修杰楷，台灣男演員[44]
- 鳳小岳，台灣男演員[45]
- 孟耿如，台灣女藝人[46][47]

### 香港
- 吳鎮宇，香港男演員，導演和编剧 (左右手)[48]
- 鍾鎮濤，香港男歌手[49]
- 馬德鐘，香港男演員[50] ，右手為斷掌
- 谢霆锋，香港男演員[51]
- 張栢芝，香港女演員，中英混血兒[14][18][29]
- 徐子珊，香港女演員（左右手）[52]
- 錢嘉樂，香港男演員，導演[52]
- 吳家樂，香港男演員[52]
- 林子善，香港男演員[52]
- 朱凱婷，香港女藝人[52]
- 朱咪咪，香港女歌手，演員[53]
- 樂基兒，香港模特兒[52][18][50]
- 王浩信，香港男歌手，演員（左右手）[53]
- 唐文龍，香港男演員[54]
- 李家鼎，香港男藝人[55]
- 陳卓賢，香港團體MIRROR成員之一[56]

### 中國
- 胡軍，中國男演員[57]
- 汪涵，中国节目主持人[14][18][29]
- 沈腾，中国男演员[58]
- 李小璐，中國女演員
- 賀峻霖 ，中国男子团体時代少年團成員
- 趙磊，中國男子偶像團體rise成員
- 张泽禹，中国时代峰峻家族三代练习生
- 旦增尼瑪，中国大陆藏族男歌手

## 運動員

### 排球
- 西田有志
- 曾春蕾
- 丁霞
- 李盈莹
- 杨方旭

### 高尔夫球
- 菲爾·米克森
- 巴巴·沃森
- 本·霍根
- 鮑勃·查爾斯（英语：Bob Charles (golfer)）
- 邦妮·布萊恩特（英语：Bonnie Bryant (golfer)）

### 網球

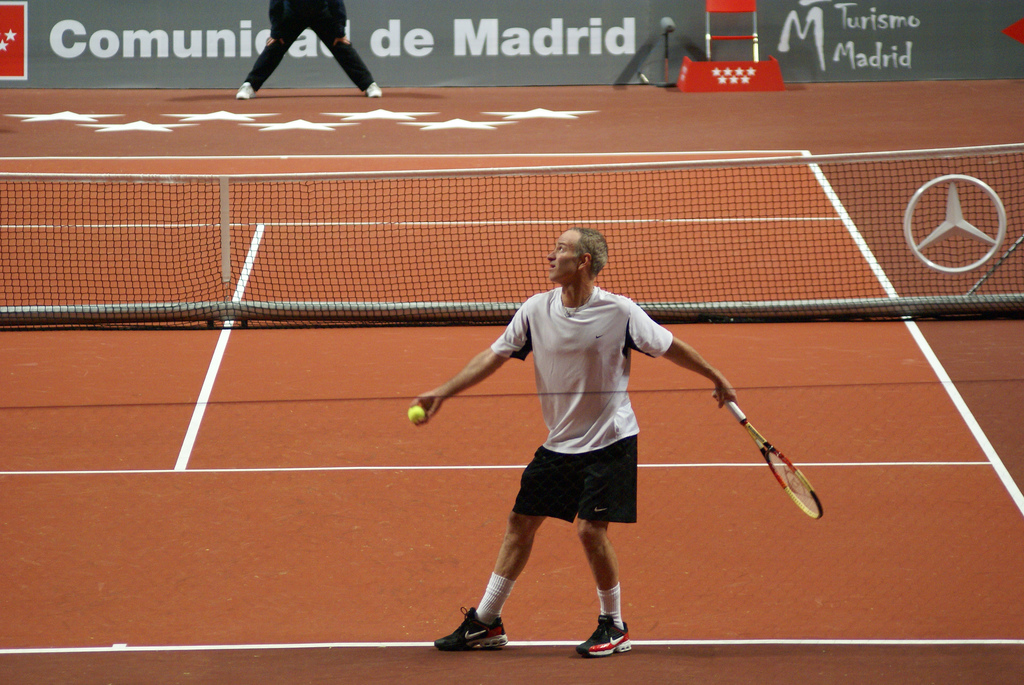
約翰·麥肯羅使用左手發網球

- 約翰·，美國網球運動員[12]
- ，克羅地亞網球運動員[12]
- ，西班牙網球運動員，天生的右撇子，他很小的时候就在他的叔叔兼教綀托尼教導下，改為左手持拍[59]（但右手也可持拍）
- ，美國網球運動員[60]
- 托馬斯·穆斯特[59]，奧地利網球運動員

### 棒球
- 貝比·魯斯，美國職棒大聯盟球員。世界百大棒球手第一位[13]
- Sandy Koufax（页面存档备份，存于），美國職棒大聯盟球員
- 斯坦·穆休，美國職棒大聯盟球員
- 貝瑞·邦茲，美國職棒大聯盟球員
- 藍迪·強森，美國職棒大聯盟球員
- 湯姆·葛拉文，美國職棒大聯盟球員
- 克萊頓·克蕭，美國職棒大聯盟球員
- 大衛·普萊斯，美國職棒大聯盟球員
- CC沙巴西亞，美國職棒大聯盟球員
- 大衛·歐提茲，美國職棒大聯盟球員
- 克里夫·李，美國職棒大聯盟球員
- 尤漢·山塔納，美國職棒大聯盟球員
- 麥迪森·邦加納，美國職棒大聯盟球員
- 雷斯特，美國職棒大聯盟球員
- 比利·華格納，美國職棒大聯盟中繼投手，兒時右手受傷，改為左投手[61]
- 井川慶，日籍美國職棒大聯盟球員
- 柳賢振，韓籍美國職棒大聯盟球員
- 王貞治，台灣籍日本職棒球員
- 江夏豐，日本職棒球員
- 福本豐，日本職棒球員
- 工藤公康，日本職棒球員
- 和田毅，日本職棒球員
- 能見篤史，日本職棒球員
- 稻葉篤紀，日本職棒球員
- 杉內俊哉，日本職棒球員
- 岩瀨仁紀，日本職棒球員
- 郭泓志，台灣籍美國職棒大聯盟投手[62]
- 陳偉殷，台灣籍美國職棒大聯盟投手[63]
- 倪福德，台灣籍美國職棒大聯盟投手
- 陳冠宇，台灣籍日本職棒球員
- 陽耀勳，台灣職棒球員
- 林英傑，台灣職棒球員
- 羅敏卿，台灣職棒球員
- 潘武雄，台灣職棒球員
- 王傳家，台灣職棒球員
- 楊松弦，台灣職棒球員
- 周思齊，台灣職棒球員
- 張正偉，台灣職棒球員
- 張建銘，台灣職棒球員
- 謝佳賢，台灣職棒球員
- 林安可，台灣職棒球員
- 林子崴，台灣職棒球員
- 江辰晏，台灣職棒球員
- 蔡建偉，台灣職棒球員
- 詹智堯，台灣職棒球員
- 謝炫任，台灣職棒球員
- 金廣鉉，韓國職棒球員

### 乒乓球
- 王楠，退役中國乒乓球運動員
- 郭躍，退役中國乒乓球運動員[64]
- 陳靜，退役中國乒乓球運動員
- 麥可·梅茲，退役丹麥乒乓球運動員
- 陳玘，退役中國乒乓球運動員
- 郝帥，中國乒乓球運動員
- 蒂莫·波尔，德國乒乓球運動員[65]
- 水谷隼，日本乒乓球運動員[66]
- 許昕，中國乒乓球運動員[67]
- 周雨，中國乒乓球運動員
- 丁寧，中國乒乓球運動員
- 陳建安，台灣乒乓球運動員[68]
- 林昀儒，台灣乒乓球運動員
- 馬科斯·弗雷塔斯，葡萄牙乒乓球運動員

### 撞球
- 梁文博，中國台球運動員[69]

### 羽毛球
- 林丹，中國男子羽毛球運動員[14][70]
- 鮑春來，中國羽毛球運動員[71]
- 何冰嬌，中國女子羽毛球運動員
- 大堀彩，日本女子羽毛球運動員
- 桃田賢斗，日本男子羽毛球運動員
- 渡邊勇大，日本男子羽毛球運動員
- 卡羅列娜·馬琳，西班牙女子羽毛球運動員

### 射擊
- 索尼婭·普法伊爾席夫特，德国女射擊運動員[72]

### 籃球
- 克里斯·穆林[73]，NBA籃球員，綽號：上帝左手
- ，阿根廷籃球兼NBA球隊聖安東尼奧馬刺運動員[74][73]
- ，美國籃球兼NBA球隊邁阿密熱火運動員[74][73]
- [75]，美國籃球兼NBA球隊運動員
- [73]，美國籃球兼NBA球隊休士頓火箭運動員，NBA史上唯一一位投籃時完全將力集中在左手的左手球員（大部分NBA左手球員投籃時仍然需要右手的助力）
- [73]，CBA球隊四川藍鯨運動員
- 詹姆斯·哈登[73]，美國籃球兼NBA球隊休斯敦火箭運動員
- 菲尔·杰克逊[73]，球员时期为左撇子，13次NBA总冠军，NBA历史上球员和教练中拿总冠军最多的人
- 阿的江[73]，球员时期为左撇子，中国八一火箭篮球俱乐部主教练
- 王治郅[73][14]，中国职业篮球运动员
- 孙悦[73]，中国职业篮球运动员，跟随洛杉矶湖人队擁有一枚NBA总冠军戒指，為亞洲第二人

### 足球
- 約阿希姆·勒夫，前德國國家足球隊主教練[76]
- ，波兰裔德國兼足球運動員[77]
- ，土耳其裔德國兼阿森纳足球運動員[78]
- 马拉多纳，阿根廷足球运动员
- ，荷蘭兼拜仁慕尼黑足球運動員[14][79]
- ，荷蘭兼前曼聯足球運動員（踢球時右腳，但寫字時左手，范尼對於這個話題曾笑着回答说：“其实，法布雷加斯、里奥·费迪南德、罗本等人也都是左撇子。”[79]）
- ，英格蘭兼前曼聯足球運動員[14][79]
- ，巴西兼前曼聯足球運動員[80]
- ，阿根廷兼曼聯足球運動員
- ，荷蘭兼曼聯足球運動員[81]
- ，西班牙兼車路士足球運動員[82][79]
- ，西班牙國門兼皇家馬德里足球運動員[83]
- 基斯坦奴·朗拿度（C羅），葡萄牙兼前曼聯足球运动员[84][85]
- 哈梅斯·罗德里格斯（J罗），哥倫比亞國家足球隊年輕前鋒[14]
- ，威爾斯兼曼聯足球運動員[86]
- 维利博尔·米卢蒂诺维奇，2002年世界杯足球赛中國國家足球隊主教練[87]

## 廚師
- 戈登·拉姆齊
- 柯提斯·史東
- 葛拉漢·艾略特（英语：Graham_Elliot）（Graham Elliot）
- 小野二郎

## 探險家
- 貝爾·吉羅斯

## 棋士

### 西洋棋
鮑比·菲舍爾 